# Rajghat (Sarlahi)
Pour les articles homonymes, voir Rajghat.
Rajghat (en népalais : राजघाट) est un comité de développement villageois du Népal situé dans le district de Sarlahi. Au recensement de 2011, il comptait 10 186 habitants.